# کوئنتین کورنت
کوئنتین کورنت (انگلیسی: Quentin Cornette؛ زادهٔ ۱۷ ژانویهٔ ۱۹۹۴) بازیکن فوتبال اهل فرانسه است.
از باشگاه‌هایی که در آن بازی کرده‌است می‌توان به باشگاه ورزشی مون‌پلیه اشاره کرد.